# Indianapolis 500 in 1986
De 70e Indianapolis 500 werd gereden op zaterdag 31 mei 1986 op de Indianapolis Motor Speedway, nadat de race was uitgesteld op 25 en 26 mei door regenweer. Truesports coureur Bobby Rahal won de race. Hij won dat jaar eveneens het Champ Car kampioenschap.

## Startgrid

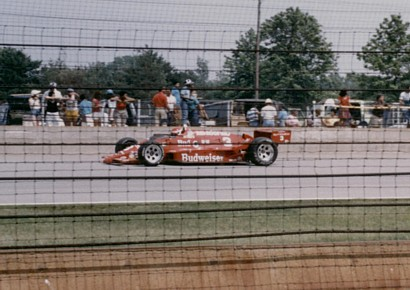
Winnaar Bobby Rahal tijdens de race.

Rick Mears won de poleposition. Mario Andretti had zich gekwalificeerd op de vijfde startplaats, maar moest achteraan het startveld vertrekken omdat hij zijn wagen bij een crash onherstelbaar beschadigd had en met de reservewagen moest vertrekken. Ook George Snider en Roberto Moreno moesten om dezelfde reden achteraan vertrekken. Dennis Firestone, die ook gekwalificeerd was maar zijn wagen onherstelbaar vernielde tijdens een crash moest verstek geven voor de race. Zijn plaats werd ingenomen door Dick Simon, die van de allerlaatste plaats vertrok.
| Rij | Binnen         | Midden             | Buiten                 |
| --- | -------------- | ------------------ | ---------------------- |
| 1   | Rick Mears     | Danny Sullivan     | Michael Andretti       |
| 2   | Bobby Rahal    | Al Unser           | Kevin Cogan            |
| 3   | Tom Sneva      | Roberto Guerrero   | Al Unser Jr.           |
| 4   | Ed Pimm        | Emerson Fittipaldi | Johnny Rutherford      |
| 5   | Randy Lanier   | Pancho Carter      | Jacques Villeneuve Sr. |
| 6   | Danny Ongais   | Josele Garza       | Tony Bettenhausen Jr.  |
| 7   | Arie Luyendyk  | Geoff Brabham      | A.J. Foyt              |
| 8   | Raul Boesel    | Scott Brayton      | Phil Krueger           |
| 9   | Chip Ganassi   | Jim Crawford       | Rich Vogler            |
| 10  | Johnny Parsons | Gary Bettenhausen  | Mario Andretti         |
| 11  | George Snider  | Roberto Moreno     | Dick Simon             |

## Race
De race stond gepland op zondag 25 mei, maar kon niet doorgaan wegens het regenweer. Ook een dag later kon er niet geracet worden en toen werd beslist om de race te houden tijdens het volgende weekend. De race kon normaal van start gaan op zaterdag 31 mei.
In de laatste opwarmronde voor de start van de race crashte Tom Sneva, waardoor de race meteen werd uitgesteld. Vijfendertig minuten later werd de race dan gestart. Met voor de raceleiders nog zes ronden te gaan, crashte Arie Luyendyk en werd de race geneutraliseerd. Kevin Cogan leidde de race, Bobby Rahal reed op de tweede plaats en Rick Mears reed op dat moment op de derde plaats. Twee ronden voor het einde werd de race herstart en Rahal kon Cogan diezelfde ronde voorbij racen. Tijdens de laatste ronde zette hij de met een snelheid van 336,6 km/h de snelste ronde van de race neer en reed zo als winnaar over de finish. Hij werd de eerste rijder in de Indy 500 geschiedenis die de 500 mijl aflegde in minder dan drie uur.
| #                                                                            | Coureur                    | Auto           | Ronden | Opgave         |
| ---------------------------------------------------------------------------- | -------------------------- | -------------- | ------ | -------------- |
| 1                                                                            | Bobby Rahal                | March-Cosworth | 200    | 2hr. 55m. 43s. |
| 2                                                                            | Kevin Cogan                | March-Cosworth | 200    |                |
| 3                                                                            | Rick Mears                 | March-Cosworth | 200    |                |
| 4                                                                            | Roberto Guerrero           | March-Cosworth | 200    |                |
| 5                                                                            | Al Unser Jr.               | Lola-Cosworth  | 199    |                |
| 6                                                                            | Michael Andretti           | March-Cosworth | 199    |                |
| 7                                                                            | Emerson Fittipaldi         | March-Cosworth | 199    |                |
| 8                                                                            | Johnny Rutherford          | March-Cosworth | 198    |                |
| 9                                                                            | Danny Sullivan             | March-Cosworth | 197    |                |
| 10                                                                           | Randy Lanier (R)           | March-Cosworth | 195    |                |
| 11                                                                           | Gary Bettenhausen          | March-Cosworth | 193    |                |
| 12                                                                           | Geoff Brabham              | Lola-Cosworth  | 193    |                |
| 13                                                                           | Raul Boesel                | Lola-Cosworth  | 192    |                |
| 14                                                                           | Dick Simon                 | Lola-Cosworth  | 189    |                |
| 15                                                                           | Arie Luyendyk              | Lola-Cosworth  | 188    | Ongeval        |
| 16                                                                           | Pancho Carter              | Lola-Cosworth  | 179    | Mechanisch     |
| 17                                                                           | Ed Pimm                    | March-Cosworth | 168    | Mechanisch     |
| 18                                                                           | Josele Garza               | March-Cosworth | 167    |                |
| 19                                                                           | Roberto Moreno (R)         | Lola-Cosworth  | 158    | Mechanisch     |
| 20                                                                           | Jacques Villeneuve Sr. (R) | March-Cosworth | 154    | Mechanisch     |
| 21                                                                           | Chip Ganassi               | March-Cosworth | 151    | Mechanisch     |
| 22                                                                           | Al Unser                   | Penske-Ilmor   | 149    | Mechanisch     |
| 23                                                                           | Danny Ongais               | March-Buick    | 136    | Mechanisch     |
| 24                                                                           | A.J. Foyt                  | March-Cosworth | 135    | Ongeval        |
| 25                                                                           | Rich Vogler                | March-Cosworth | 132    | Ongeval        |
| 26                                                                           | George Snider              | March-Cosworth | 110    | Mechanisch     |
| 27                                                                           | Johnny Parsons             | March-Cosworth | 100    | Mechanisch     |
| 28                                                                           | Tony Bettenhausen Jr.      | March-Cosworth | 77     | Mechanisch     |
| 29                                                                           | Jim Crawford               | March-Buick    | 70     | Mechanisch     |
| 30                                                                           | Scott Brayton              | March-Buick    | 69     | Mechanisch     |
| 31                                                                           | Phil Krueger (R)           | March-Cosworth | 67     | Mechanisch     |
| 32                                                                           | Mario Andretti             | Lola-Cosworth  | 19     | Mechanisch     |
| 33                                                                           | Tom Sneva                  | March-Cosworth | 0      | Ongeval        |
| Gemiddelde snelheid : 274,750 km/h - Snelste Ronde : Bobby Rahal, 336,6 km/h |                            |                |        |                |
| Aantal neutralisaties : 6 (29 van de 200 ronden in totaal)                   |                            |                |        |                |